# Гротиан, Селина
Селина Гротиан (нем. Selina Grotian; род. 25 марта 2004, Гармиш-Партенкирхен, Бавария) ― немецкая биатлонистка, чемпионка Европы, призёр чемпионатов мира, победитель этапов Кубка мира.

## Биография
Родилась в городе Гармиш-Партенкирхен. С 4-х лет занималась лыжными гонками, позднее перешла в биатлон. У Селины есть два старших брата, Тим и Финн, которые тоже являются биатлонистами.

### Спортивная карьера
Дебютировала на международных стартах в феврале 2021 года на юношеском чемпионате мира в австрийском Обертиллиахе, где она стала бронзовым призёром в спринте.
С сезона 2021/22 Селина выступала на этапах юниорского Кубка IBU. В первой же своей гонке стала 2-й в спринте Поклюки, уступив победителю 0,8 секунды. Там же на юниорском чемпионате Европы сделала золотой дубль, выиграв золото в спринте и гонке преследования. В феврале на юношеском первенстве мира в Солт-Лейк-Сити завоевала полный комплект наград: золото пасьюта, серебро эстафеты и бронзу индивидуальной гонки.
В следующем сезоне 2022/23 дебютировала на Кубке IBU, где на этапе в шведском Идре одержала свою первую победу на взрослом уровне, выиграв спринт. На чемпионате Европы в Ленцерхайде Гротиан выиграла три медали: золото гонки преследования, серебро смешанной эстафеты и бронза индивидуальной гонки. Позднее на юниорском чемпионате мира в Щучинске стала 4-кратной чемпионкой мира, благодаря чему получила персональную квоту на заключительный этап Кубка мира в Холменколлене, где стала 44-й в спринте.
Сезон 2023/24 полноценно провела Кубке мира, по ходу которого завоевала свои первые награды в эстафетах: бронзу на этапе в Эстерсунде и серебро в Солт-Лейк-Сити. В этой же дисциплине стала бронзовым призёром на своём первом чемпионате мира в Нове-Место-на-Мораве.
В декабре 2024 года выиграла свои первые золотые медали Кубка мира: на этапе в Хохфильцене стала первой в эстафете, а через неделю в Анси выиграла золото масс-старта.

## Результаты выступлений

### Юниорские и молодёжные достижения
| Год  | Место проведения  | Возраст | Инд | Спр | Пр | Эст | См |
| ---- | ----------------- | ------- | --- | --- | -- | --- | -- |
| 2021 | ЧМ Обертиллиах    | U19     | 11  | 3   | 8  | 4   | НП |
| 2022 | ЧЕ Поклюка        | U22     | 31  | 1   | 1  | НП  | —  |
| 2022 | ЧМ Солт-Лейк-Сити | U19     | 3   | 1   | 4  | 2   | НП |
| 2023 | ЧМ Щучинск        | U22     | 5   | 1   | 1  | 1   | 1  |

### Чемпионаты Европы
| Чемпионат Европы | Индивид. гонка | Спринт | Преследование | Смешанная эстафета | Сингл-микст |
| ---------------- | -------------- | ------ | ------------- | ------------------ | ----------- |
| 2023 Ленцерхайде | 3              | 5      | 1             | 2                  | —           |

### Чемпионаты мира
| Чемпионат мира   | Индивид. гонка | Спринт | Преследование | Масс-старт | Эстафета | Смешанная эстафета | Сингл-микст |
| ---------------- | -------------- | ------ | ------------- | ---------- | -------- | ------------------ | ----------- |
| 2024 Нове-Место  | 4              | —      | —             | 30         | 3        | —                  | —           |
| 2025 Ленцерхайде | —              | —      | —             | —          | —        | 3                  | —           |